# Marcin Zegadło

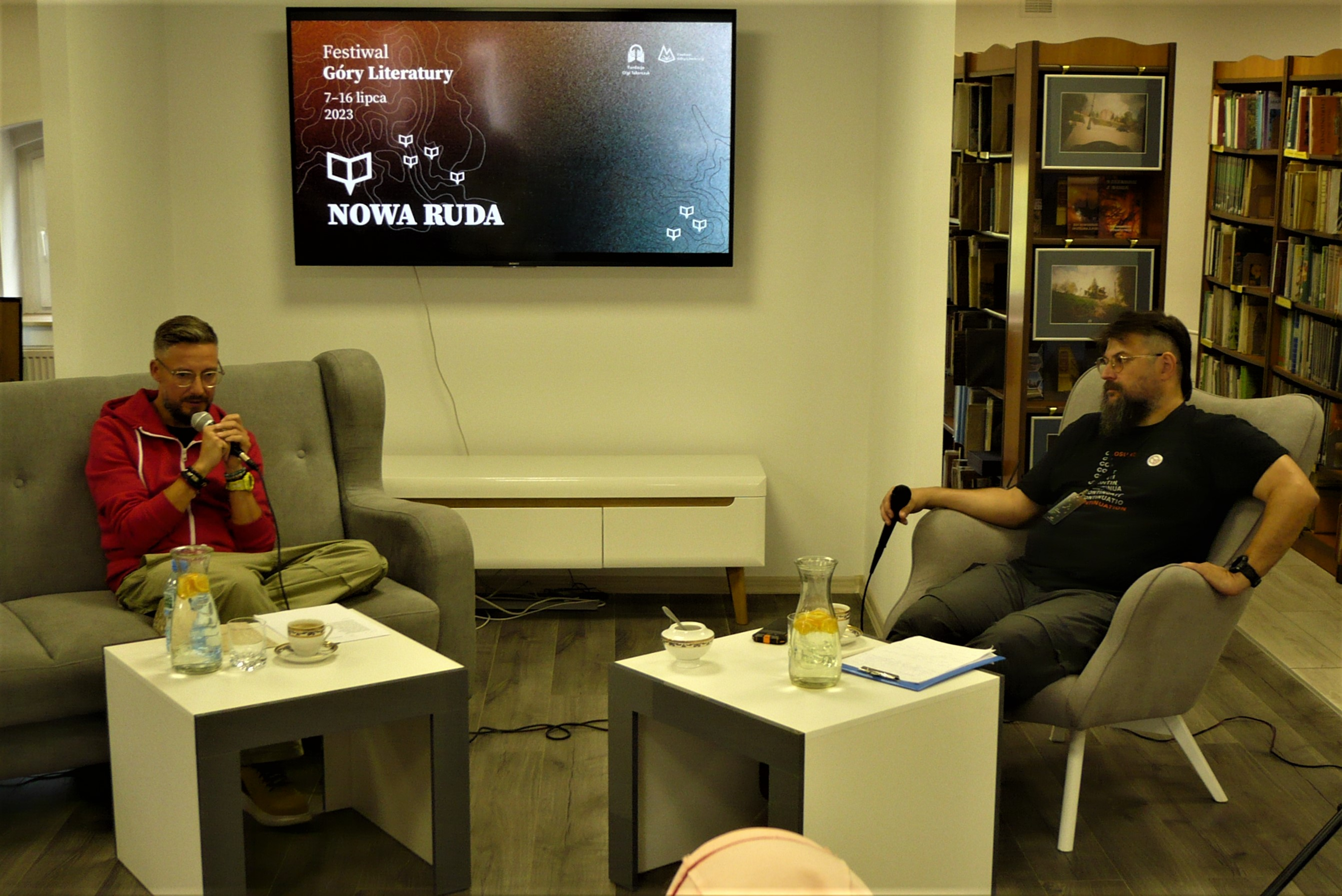
Marcin Zegadło (L), IX Festiwal Góry Literatury, 2023

Marcin Zegadło (ur. 1977) – poeta, absolwent wydziału prawa Uniwersytetu Łódzkiego.
Publikował w „Studium”, „Undergruncie”, „Pro Arte” i w „Red.”, „Pograniczach”, „Czasie Kultury”, „Tyglu Kultury”, „Kresach”, „Zeszytach Poetyckich”, „Odrze”, „Chimerze”, „Gazecie Wyborczej”, „Akcencie”, „Fabulariach” oraz internetowych magazynach „Helikopter”, „Dwutygodnik”, „Szafa”. Autor siedmiu tomów wierszy. Za tom Martwe i Ozdobne nominowany do Nagrody Poetyckiej im. Kazimierza Hoffmana „Kos”. Mieszka w Częstochowie.

## Twórczość
- Monotonne Rewolucje, Stowarzyszenie Literackie im. K.K. Baczyńskiego, Łódź 2003. ISBN 83-85680-44-6
- Nawyki ciał śpiących, Zielona Sowa, Kraków 2006. ISBN 83-7435-093-8
- Światło powrotne, Wydawnictwo Kwadratura, Łódź 2010. ISBN 978-83-61680-52-9
- Cały w słońcu, Stowarzyszenie Pisarzy Polskich Oddział w Łodzi, Biblioteka Arterii, Łódź 2014. ISBN 978-83-62733-16-3
- Hermann Brunner i jego rzeźnia, Wydawnictwo Forma, Szczecin 2015, ISBN 978-83-64974-20-5
- Zawsze ziemia, Stowarzyszenie Pisarzy Polskich Oddział w Łodzi, Łódź 2018
- Martwe i ozdobne, Instytut Mikołowski, Mikołów 2022